# Limnephilus canadensis
Limnephilus canadensis is een schietmot uit de familie Limnephilidae. De soort komt voor in het Nearctisch gebied.